# Antoine-François-Claude Ferrand

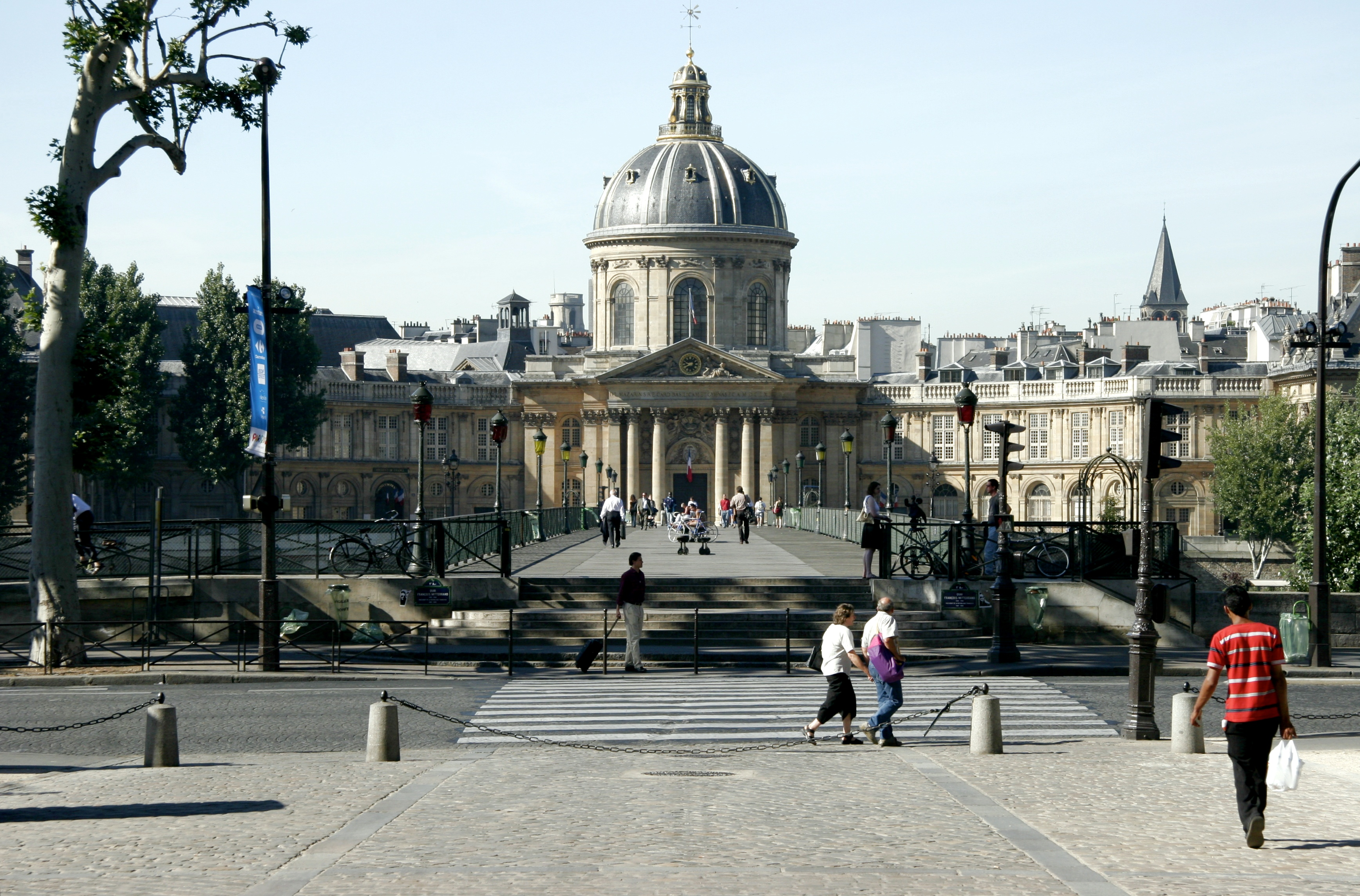
Academia Francesa

Antoine François Claude, conde de Ferrand (4 de julio de 1751-17 de enero de 1825), fue un estadista francés y escritor político, nació en París, y se convirtió en miembro del parlamento de París a los dieciocho años.

## Vida y carrera
Ferrand dejó Francia con la primera oleada de emigrantes, y se unió al príncipe de Condé; finalmente fue miembro del consejo de la regencia formada por el conde de Provence tras la muerte de Luis XVI. Vivió en Regensburg hasta 1801, cuando regresó a Francia, aunque todavía sirviendo la causa real.
En 1814 Ferrand fue nombrado ministro de estado y director general de correos. Ferrand refrendó el acta de secuestro de la propiedad de Napoleón, e introdujo un proyecto de ley para la restauración de la propiedad de los emigrantes estableciendo una distinción, desde entonces famosa, entre realistas de la línea recta y aquellos de la línea curva.
En la segunda restauración Ferrand fue otra vez por poco tiempo director general de correos. Fue también miembro de la cámara de los pares de Francia, miembro del consejo privado, gran oficial y secretario de los órdenes de Saint Michel y Saint Esprit, y en 1816 miembro de la Academia Francesa. Continuó su soporte activo a las visiones ultra-realistas hasta su muerte, la que tuvo lugar en París el 17 de enero de 1825.
Además un gran número de panfletos políticos, Ferrand es el autor de:
- Éloge funèbre de Mme Élisabeth, sœur de Louis XVI
- L'Esprit de l'histoire, ou Lettres d'un père un hijo fils sur la manére d'étudier l'histoire (4 vols., 1802), que alcanzó varias ediciones, el último número en 1826, prologado por una síntesis biográfica del autor por su sobrino Héricart de Thury.
- Éloge historique de Madame Élisabeth de Francia (1814)
- Œuvres dramatiques (1817)
- Théorie des révolutions rapprochée des principaux événènements qui en ont été l'origine, le développement ou la suite (4 vols., 1817)
- Histoire des trois démembrements de la Pologne, vierte faire suite l'Histoire de l'anarchie de Pologne par Russie (3 vols., 1820).